# Групповой контроллер
Групповой контроллер — многопозиционный электромеханический командоаппарат, предназначенный для включения, выключения и переключения в заданной последовательности соединений электрической схемы, с целью изменения её конфигурации и свойств.
По функциональному назначению, групповые контроллеры разделяют на:
1) силовые (реостатный/тормозной-изменяет величину подключаемых к тяговым электродвигателям сопротивлений; главный силовой-коммутирует секции обмотки трансформатора на ЭПС переменного тока)
2) управления (контроллер водителя, контроллер машиниста) — в системах косвенного управления задает режим работы силовых контроллеров и/или переключателей;
Основной вид конструкции группового контроллера — кулачкового типа, включающего в себя контакторные/контактные кулачковые элементы, перекатывающиеся по торцевым поверхностям кулачковых шайб. Профиль и взаимное расположение кулачковых шайб определяет последовательность включения и выключения кулачковых контакторов/контактов. Контроллеры кулачкового типа могут быть выполнены как с дугогашением, так и без него. Используются для переключений силовых и вспомогательных электрических цепей с током или без тока.
Групповые контроллеры выполняют с ручным или механическим (пневматическим, электродвигательным) приводом (например, контроллеры управления приводятся в действие мускульной силой водителя (машиниста), посредством рукоятки либо ножных педалей.
Из-за определенной схожести конструкции, групповой контроллер часто понимают/принимают как групповой переключатель, что с технической точки зрения не совсем правильно, хотя оба вида групповых аппаратов даже могут быть объединены.
Основная сфера применения групповых контроллеров — подвижной состав электротранспорта.